# Життя тварин
«Життя тварин» (рос. Жизнь животных) — найбільший науково-популярний довідковий посібник (енциклопедична монографія) із зоології часів СРСР. Містить оглядові відомості про тварин, що населяють нашу планету, про їхні життєві форми, ареали розповсюдження, природне середовище, практичне застосування в господарчій діяльності людини. Випускалося радянським видавництвом «Просвещение» протягом 1968—1971 років, 6 томів (7 книг, 4-й том у двох книгах) — перше видання. Впродовж 1987—1989 років відбулося перевидання виправленого й переформатованого матеріалу (7 томів у 7 книгах). Всі томи ілюстровані оригінальними схемами, рисунками, мікрофотографіями, кольоровими таблицями на вклейках, картами ареалів. Формат томів 84 × 108 / 16. Тверда ледеринова палітурка зеленого кольору в суперобкладинці. Папір тип № 1. Тираж склав 300 тис. примірників. Рецензентами виступали академіки та член-кореспонденти радянської академії наук.

## Історія
Перша однойменна праця (нім. Brehms Tierleben) німецького натураліста і мандрівника Альфреда Брема про тваринний світ з'явилася вперше в 1863—1869 роках. За короткий час цей твір було переведено багатьма мовами світу, праця Брема отримала світову популярність. Уперше російською мовою її було перекладено в 1866—1876 роках. Під загальною редакцією В. О. Ковалевського вийшло 6-томне «Життя тварин». 1892 року було розпочато видавництво 10-томного «Життя тварин» під редакцією Карла Сент-Ілера. 1900 року російською мовою побачило світ мале 3-томне видання під редакцією Петра Лесгафта. Вже на початку XX століття матеріали бремівської енциклопедії почали застарівати. Тому в цей час у Німеччині фахівцями здійснюється спроба видати перероблене й оновлене 13-томне видання «Життя тварин» під загальною редакцією Отто Цур-Штрассена. Вже 1911 року було здійснено його переклад російською під редакцією М. М. Кніповича. 1948 року в СРСР на основі редакції Цур-Штрассена видали 5-томну зоологічну працю «Життя тварин по Брему» під редакцією О. Н. Северцова. Проте в атмосфері бурхливого післявоєнного розвитку біологічних наук бракувало власної сучасної вітчизняної праці. Під загальним керівництвом Льва Зенкевича в 1960-х роках розпочалась підготовка до створення академічної зоологічної праці, що повинна була охопити як усі відомі таксони тваринного царства, так і увібрати в себе усі досягнення біологічної науки на той час.

### Перше видання
«Життя тварин» вийшла у видавництві «Просвіта» у 1968—1971 роках у шести томах (семи книгах), накладом 300 тисяч примірників. У монографії були зібрані описи тварин в систематичному порядку — від найпростіших до ссавців. Для кожної групи тварин був цей короткий морфологічний опис, деякі фізіологічні особливості, спосіб життя, показано індивідуальний розвиток, поширення в природі, практичне значення в господарській діяльності людини.
- Жизнь животных : в 6 т / гл. ред. Л. А. Зенкевич. — М. : Просвещение, 1968. — Т. 1 : Беспозвоночные / под ред. Л. А. Зенкевича. — 578 с. — 300 тис. прим.
- Жизнь животных : в 6 т / гл. ред. Л. А. Зенкевич. — М. : Просвещение, 1968. — Т. 2 : Беспозвоночные / под ред. Л. А. Зенкевича. — 564 с. — 300 тис. прим.
- Жизнь животных : в 6 т / гл. ред. Л. А. Зенкевич. — М. : Просвещение, 1969. — Т. 3 : Беспозвоночные / под ред. Л. А. Зенкевича. — 575 с. — 300 тис. прим.
- Жизнь животных : в 6 т / гл. ред. Л. А. Зенкевич. — М. : Просвещение, 1971. — Т. 4. Ч. 1 : Рыбы / под ред. Т. С. Расса. — 655 с. — 300 тис. прим.
- Жизнь животных : в 6 т / гл. ред. Л. А. Зенкевич. — М. : Просвещение, 1969. — Т. 4. Ч. 2 : Земноводные, пресмыкающиеся / под ред. А. Г. Банникова. — 487 с. — 300 тис. прим.
- Жизнь животных : в 6 т / гл. ред. Л. А. Зенкевич. — М. : Просвещение, 1970. — Т. 5 : Птицы / под ред. Н. А. Гладкова, А. В. Михеева. — 612 с. — 300 тис. прим.
- Жизнь животных : в 6 т / гл. ред. Л. А. Зенкевич. — М. : Просвещение, 1971. — Т. 6 : Млекопитающие, или Звери / под ред. С. П. Наумова, А. П. Кузякина. — 624 с. — 300 тис. прим.

### Друге видання
У 1983—1989 роках вийшло друге (перероблене) видання з дещо зміненими внутрішньою структурою і авторським складом. Видання було випущено в семи томах. Головним редактором видання був В. Е. Соколов. У ньому були враховані зауваження, а також оновлена інформація по систематиці.
- Жизнь животных : в 7 т / Редкол. В. Е. Соколов (гл. ред.) и др. — 2-е изд. перераб. — М. : Просвещение, 1987. — Т. 1. Простейшие. Кишечнополостные. Черви / под ред. Ю. И. Полянского. — 447 с. — 300 тис. прим. — У першому томі відображені тогочасні наукові знання про безхребетних: найпростіших, кишковопорожнинних, червів. У книзі наведені відомості про будову, походження, поширення, життєдіяльність безхребетних, показано їх практичне значення. Книга добре ілюстрована малюнками, кольоровими таблицями та слайдами.

- Жизнь животных : в 7 т / Редкол. В. Е. Соколов (гл. ред.) и др. — 2-е изд. перераб. — М. : Просвещение, 1988. — Т. 2. Моллюски. Иглокожие. Погонофоры. Щетинкочелюстные. Иглокожие. Полухордовые. Хордовые. Членистоногие. Ракообразные / под ред. Р. К. Пастернак. — 447 с. — 300 тис. прим. — ISBN 5-09-000445-5. — У книзі в доступній і цікавій формі розказано про будову, спосіб життя, філогенію, значення в природі й господарській діяльності людини молюсків, голкошкірих, погонофор, щетинкощелепних, напівхордових, хордових. Дана характеристика найчисельнішого типу тварин — членистоногих, що відрізняються дивовижним багатством форм і найрізноманітнішими пристосуваннями до різних умов існування.

- Жизнь животных : в 7 т / Редкол. В. Е. Соколов (гл. ред.) и др. — 2-е изд. перераб. — М. : Просвещение, 1984. — Т. 3. Членистоногие, Трилобиты, Хелицеровые, Трахейнодышащие, Онихофоры / под ред. М. С. Гилярова и Ф. Н. Правдина. — 463 с. — 300 тис. прим. — У цьому томі подана характеристика типів членистоногих і оніхофор. У систематичному порядку описані морфологія. екологія, філогенія, значення в природі і господарській діяльності людини. Великий надклас комах постійно привертає увагу ентомологів і викликає підвищений інтерес до нього нефахівців.

- Жизнь животных : в 7 т / Редкол. В. Е. Соколов (гл. ред.) и др. — 2-е изд. перераб. — М. : Просвещение, 1983. — Т. 4. Ланцетники, Круглоротые, Хрящевые рыбы, Костные рыбы / под ред. Т. С. Расса. — 575 с. — 300 тис. прим. — Четвертий том видання присвячений найчисленнішій (більше 20 тис. видів) групі хребетних — рибам. Описане життя багатьох риб, їхні інстинкти, поведінка, міграції, маскування, турбота про потомство. Представлені відомості про будову, спосіб життя риб, поширення, значення для людини. Книга багато ілюстрована малюнками, фотографіями, картами, кольоровими таблицями.

- Жизнь животных : в 7 т / Редкол. В. Е. Соколов (гл. ред.) и др. — 2-е изд. перераб. — М. : Просвещение, 1985. — Т. 5. Земноводные, Пресмыкающиеся / под ред. А. Г. Банникова. — 399 с. — 300 тис. прим. — У даній праці показане життя, будова, поведінка, екологія і філогенія земноводних і плазунів. Книга багато ілюстрований малюнками, схемами, чорно-білими і кольоровими фотографіямі.

- Жизнь животных : в 7 т / Редкол. В. Е. Соколов (гл. ред.) и др. — 2-е изд. перераб. — М. : Просвещение, 1986. — Т. 6. Птицы / под ред. В. Д. Ильичева, А. В. Михеева. — 527 с. — 300 тис. прим. — У книзі в доступній і цікавій формі розповідається про різноманітність птахів світової фауни, наводяться цікаві відомості про їх поведінку, розповсюдження, місця проживання, роль у природі і їхнє значення для людства.

- Жизнь животных: в 7 т / Редкол. В. Е. Соколов (гл. ред.) и др. — 2-е изд. перераб. — М. : Просвещение, 1989. — Т. 7. Млекопитающие / под ред. В. Е. Соколова. — 558 с. — 300 тис. прим. — ISBN 5-09-001434-5. — В останньому томі наведені відомості про походження, поширення, будову, спосіб життя ссавців, показане практичне значення. Книга ілюстрована кольоровими таблицями, слайдами, малюнками.

## Редакція
Редакційна колегія
| Перше видання: - Зенкевич Л. О. (головний редактор), член-кореспондент АН СРСР - Банніков А. Г., професор, доктор біологічних наук - Гіляров М. С., професор, доктор біологічних наук - Гладков М. О., професор, доктор біологічних наук - Кузякін О. П., професор, доктор біологічних наук - Міхеєв О. В., професор, доктор біологічних наук - Наумов С. П., професор, доктор біологічних наук - Правдін Ф. М., професор, доктор біологічних наук - Расс Т. С., професор, доктор біологічних наук | Друге видання: - Соколов В. Е. (головний редактор), академік АН СРСР - Гіляров М. С., академік АН СРСР - Полянський Ю. І., член-кореспондент АН СРСР - Банніков А. Г., професор, доктор біологічних наук - Іллічов В. Д., професор, доктор біологічних наук - Кузякін О. П., професор, доктор біологічних наук - Міхеєв О. В., професор, доктор біологічних наук - Наумов С. П., професор, доктор біологічних наук - Правдін Ф. М., професор, доктор біологічних наук - Расс Т. С., професор, доктор біологічних наук - Пастернак Р. К., доцент, доктор біологічних наук |